# براد كارتر
براد كارتر (بالإنجليزية: Brad Carter)‏ هو ممثل أمريكي بدأ مسيرته الفنية عام 2007.

## وصلات خارجية
- الموقع الرسمي
- براد كارتر على موقع IMDb (الإنجليزية)
- براد كارتر على موقع ألو سيني (الفرنسية)
- براد كارتر على موقع أول موفي (الإنجليزية)
- براد كارتر على موقع قاعدة بيانات الفيلم (الإنجليزية)
- براد كارتر على موقع كينوبويسك (الروسية)